# 金子博
金子 博（かねこ ひろし、1942年2月11日 ‐ ）は、日本の国文学者。都留文科大学名誉教授。
専門は近現代文学。

## 来歴
東京教育大学大学院修士課程修了。東京教育大学附属高等学校国語科教諭を経て、大分大学助手、講師。
1977年、都留文科大学着任、助教授、教授。2002年4月1日から2008年3月31日まで学長を務める。

## 主要著書
- 『近代文学学界の動向 昭和期』（日本近代文学会） 1971
- 『<他者>論のためのノート - 小島信夫をめぐって』（日本文学会） 1988
- 『吉行淳之介論 - 〈乗り超え〉としての〈感傷〉』（蒼丘書林） 1998
- 『記憶の比較文化論』（共著、柏書房） 2003